# 0079-0088
0079-0088 è un album di raccolta del cantante giapponese Gackt, pubblicato nel 2007. Il disco contiene i brani usati nell'anime Mobile Suit Gundam.

## Tracce
1. Ai Senshi (哀 戦士) – 3:28
2. Metamorphoze – 3:46
3. Kimi ga Matteiru Kara (君が待っているから) – 4:17
4. Mind Forest – 4:35
5. Suna no Jūjika ~Interlude~ (砂の十字架 ～Interlude～) – 3:15
6. Dybbuk – 3:31
7. Dears – 4:41
8. Love Letter – 4:59
9. Meguriai (めぐりあい) – 4:39